# Associação de Amizade com a Coreia
A Associação de Amizade com a Coreia (em inglês e oficialmente Korean Friendship Association, KFA; em espanhol: Asociación de Amistad con Corea; em coreano: 조선친선협회) é uma associação de amizade com a Coreia do Norte sediada na Espanha. Foi fundada em novembro de 2000 com o objetivo de construir laços internacionais com a República Popular Democrática da Coreia. Tem membros de 120 países. A KFA tem total reconhecimento do Governo da República Popular Democrática da Coreia e é a organização líder mundial de seus apoiadores. Possui escritórios na Coreia do Norte, Espanha, Noruega e Tailândia.
Foi fundada e é presidida pelo espanhol Alejandro Cao de Benós de Les y Pérez, é uma organização que trabalha em conjunto com o Comitê para Relações Culturais com Países Estrangeiros da República Popular Democrática da Coreia tanto no aspecto de relações públicas no exterior quanto na disseminação da ideologia Juche. O Comitê para Relações Culturais está encarregado de controlar o desenvolvimento dos eventos culturais nas relações internacionais da República Popular Democrática da Coreia, cujo funcionamento tem certa semelhança com o Instituto Cervantes. Foi estabelecida na Espanha em novembro de 2000 e tem delegação oficial em vários países como Espanha, Estados Unidos, Noruega, Canadá, Reino Unido, Grécia, Brasil, Portugal, Rússia, Suíça, Alemanha, Itália, Chile, Bélgica, Turquia, Israel, Polônia, El Salvador, México e membros em mais de 120 países.

## História
A Associação de Amizade com a Coreia foi criada em 2000 por Alejandro Cao de Benós, e desde então tem estado ativa. Criando atos, exposições e diálogos de todos os tipos para dar informações nos países ocidentais sobre a República Popular Democrática da Coreia. A associação envia delegações a Pyongyang duas vezes por ano. Essas delegações geralmente são compostas por jornalistas, pessoas interessadas em política, artistas, etc. Também há empresários da associação interessados em investir no país.

## Objetivos
Comparado com outras associações de amizade da Coreia do Norte, a KFA é mais radical. As páginas da KFA fornecem material relacionado à Coreia do Norte, incluindo dicas de turismo e ensaios políticos, e é possível ouvir pontos de vista de uma perspectiva norte-coreana. O site do fórum KFA é hospedado e administrado na Europa e fornece links para sites de ensino da língua coreana.[carece de fontes?]
A KFA nega violações dos direitos humanos na Coreia do Norte e contesta a existência de campos de concentração norte-coreanos.
Os objetivos da KFA são promover o bem-estar de todos os membros e promover a amizade entre os membros da KFA em todo o mundo.
Os objetivos declarados da KFA são:
- Mostrar a realidade da RPDC para o mundo
- Defender a independência e a construção socialista da RPDC
- Aprender com a cultura e a história do povo coreano — Trabalhar pela unificação pacífica da península coreana.

A KFA organiza viagens de delegações à RPDC. Viajar é, de acordo com os especialistas, a principal motivação para ser membro da KFA: os participantes de viagens recebem um serviço privilegiado.

## Estrutura
A KFA é a maior associação de amizade com a Coreia do Norte. Opera em 120 países. Há um Delegado Oficial em 34 países. A KFA é licenciada pelo governo norte-coreano e é bem financiada e apoiada. A organização é bem coordenada "até certo ponto", de acordo com a NK News.
As associações nacionais sob a KFA não recebem financiamento oficial e operam "muito menos do que consulados, apenas um pouco mais do que fã-clubes". Eles não têm muitas funções para apoiar o governo da Coreia do Norte: não apoiam o regime monetariamente e não recolhem informações. Segundo o NK News, Alejandro Cao de Benós de Les y Pérez é a única pessoa que recebe um salário. As taxas cobradas pela KFA são geralmente depositadas em contas em seu nome em toda a Europa.
Os Delegados Oficiais são responsáveis pelas atividades em seu país e pelos secretários indicados pelos delegados. Acima dos Delegados Oficiais, o "Comitê de Organização Internacional" consistindo do Presidente, do Conselheiro Internacional e de um Secretário de Organização Internacional que controla e dirige as atividades da KFA em todo o mundo.

## Críticas
O NK News descreve a KFA como "uma das principais ferramentas de soft power da RPDC em sua rede global de propaganda".
A associação tem sido criticada por jornalistas, como Jon Sistiaga, por ser um meio de proselitismo político para o governo. Cao de Benós negou tais acusações. Em 2005, o jornalista David Scofield do Asia Times Online chamou os membros da KFA de "idiotas úteis" e descreveu a organização observando:

As atividades do grupo incluem seminários "informativos" onde a benevolência esclarecida do governo de Kim é defendida, tudo parte de sua visão "alternativa" do Norte. As manifestações miseráveis de pobreza e fome são distorcidas e a voz dos norte-coreanos que não trabalhavam diretamente com Kim Jong-il está visivelmente ausente. No lugar da realidade desconfortável, a KFA oferece fotos das férias de "sua" Coreia do Norte, tiradas durante visitas recentes apoiadas pelo Estado, incluindo boliche, golfe, parques de diversões e karaokê com jovens mulheres do grupo. Os membros escrevem peças brilhantes, oblações celebrando a sábia regra de Kim Jong-il. Sem pessoas com fome, tortura, execução sumária, penúria ou desespero na Coreia do Norte da Associação de Amizade da Coreia. Apenas golfe, ótimas refeições e noites na companhia das belezas de Kim Jong-il.— David Scofield
Uma investigação de 2015 pela NK News concluiu que as práticas comerciais e a integridade da KFA estavam em questão.
De acordo com Hazel Smith, da Universidade de Cranfield, as associações KFA perderam muito de seu papel original como parte de um movimento socialista internacional. Hoje, eles estão reduzidos a servir a propósitos domésticos da Coreia do Norte.